# Realme C25
realme C25 та realme C25s — смартфони бюджетного рівня, розроблені realme. C25 був представлений 23 березня 2021 року, а C25s — 8 червня 2021 року.
Основною відмінністю між моделями є процесор. Індійські версії смартфонів відрізняються від глобальних модулем основної камери.
Крім цього під серією «narzo» було представлено кілька подібних моделей:
- realme narzo 30A — подібна до realme C25s модель з іншим дизайном задньої панелі та відсутньою макрокамерою. Є наступником realme narzo 20A.
- realme narzo 50A — подібна до realme C25s модель з іншим дизайном задньої панелі та основним модулем камери.

## Дизайн
Екран виконаний зі скла. Корпус виконаний з матового пластику.
За дизайном realme C25 та C25s ідентичні. narzo 30A за дизайном відрізняється смугастим візерунком на дві третини задньої панелі, логотипом «narzo» та написом «AI» замість макрокамери. narzo 50A має блок камери, поєднаний зі сканером відбитків пальців та логотипом «narzo» і смугастий візерунок під даним блоком.
Знизу розміщені роз'єм USB-C, динамік, мікрофон та 3.5 мм аудіороз'єм. З лівого боку смартфона розташований слот під 2 SIM-картки і карту пам'яті формату MicroSD до 256 ГБ. З правого боку розміщені кнопки регулювання гучності та кнопка блокування смартфону. Сканер відбитків пальців знаходиться на задній панелі.
realme C25 та C25s продаються в кольорах Water Blue (блакитний) та Water Gray (сірий).
realme narzo 30A продаються в кольорах Laser Blue (блакитний) та Laser Black (чорний).
realme narzo 50A продаються в кольорах Oxygen Blue (блакитний) та Oxygen Green (чорний).

## Технічні характеристики

### Платформа
C25 отримав процесор MediaTek Helio G70 та графічний процесор Mali-G52 2EEMC2.
C25s отримав процесор MediaTek Helio G85 та графічний процесор Mali-G52 MC2.

### Батарея
Батарея отримала об'єм 6000 мА·год, підтримку швидкої зарядки на 18 Вт та дротової зворотної зарядки.

### Камера
realme C25 та C25s отримали основну потрійну камеру 48 Мп, f/1.8 (глобальна версія) або 13 Мп, f/2.2 (індійська версія) (ширококутний) + 2 Мп, f/2.4 (чорно-білий) + 2 Мп, f/2.4 (макро) з фазовим автофокусом та здатністю запису відео в роздільній здатності 1080p@60fps.
realme narzo 30A отримав основну подвійну камеру 13 Мп, f/2.2 (ширококутний) + 2 Мп, f/2.4 (чорно-білий) з фазовим автофокусом та здатністю запису відео в роздільній здатності 1080p@30fps.
realme narzo 50A отримав основну потрійну камеру 50 Мп, f/1.8 (глобальна версія) або 13 Мп, f/2.2 (індійська версія) (ширококутний) + 2 Мп, f/2.4 (чорно-білий) + 2 Мп, f/2.4 (макро) з фазовим автофокусом та здатністю запису відео в роздільній здатності 1080p@60fps.
Всі моделі отримали ронтальну камеру роздільністю 8 Мп, світлосилою f/2.0 (ширококутний) та здатністю запису відео у роздільній здатності 1080p@30fps.

### Екран
Екран IPS LCD, 6.5", HD+ (1600 × 720) зі співвідношенням сторін 20:9, щільністю пікселів 270 ppi та краплеподібним вирізом під фронтальну камеру.

### Пам'ять
realme C25, C25s та narzo 50A продаються в комплектаціях 4/64 та 4/128 ГБ.
realme narzo 30A продається в комплектаціях 3/32 та 4/64 ГБ.

### Програмне забезпечення
realme narzo 30A був випущений на realme UI 1 на базі Android 10, а інші моделі — на realme UI 2 на базі Android 11.